# Bystra (Szczytna)
Bystra (deutsch: Hartau, auch Harte) ist ein Ortsteil der Stadt Szczytna (Rückers) im Powiat Kłodzki in der Woiwodschaft Niederschlesien in Polens. Es liegt einen Kilometer südwestlich von Szczytna.

## Geographie
Bystra liegt zwischen dem Heuscheuergebirge und dem Habelschwerdter Gebirge. Durch den Ort verlief von alters her ein uralter Landespfad, der von Prag über Náchod, den Hummelpass und durch den Glatzer Kessel zur böhmischen Grenzburg Glatz (Kladsko) und weiter nach Breslau führte, und der später auch als „Königs-“ bzw. „Handelsweg“ bezeichnet wurde. Nachbarorte sind Ocieszów (Utschendorf) im Norden, Szczytna im Nordosten, Szklarnia (Gläsendorf, auch Glasendorf) im Osten, Bobrowniki (Biebersdorf) im Süden, Duszniki-Zdrój (Bad Reinerz) im Westen und Dolina (Hermsdorf) im Nordwesten.

## Geschichte
Hartau wurde erstmals 1366 als „Harta“ erwähnt. Es gehörte zur böhmischen Herrschaft Hummel, die von Herzog Heinrich d. Ä. von Münsterberg, der zugleich Graf von Glatz war, im Jahre 1477 in die Grafschaft Glatz eingegliedert wurde. Zusammen mit der Herrschaft Hummel kam es 1561 an den böhmischen Landesherrn, bei dem es auch nach Auflösung der Herrschaft Hummel 1595 verblieb. Zusammen mit den Kammerdörfern Utschendorf und Friedersdorf schenkte der böhmische König Ferdinand IV. 1650 Utschendorf seinem Leibarzt Dr. Isaias Sachs, der es mit seiner Herrschaft Rückers verband. Nachdem die Filialkirche von Rückers 1743 zur Pfarrkirche erhoben worden war, wurde Hartau zusammen mit Gläsendorf und Utschendorf 1743 von der Reinerzer Pfarrkirche Peter und Paul getrennt und der Pfarrkirche in Rückers zugewiesen.
Nach dem Ersten Schlesischen Krieg 1742 und endgültig mit dem Hubertusburger Frieden 1763 kam Hartau zusammen mit der Grafschaft Glatz an Preußen. Nach der Neugliederung Preußens gehörte es ab 1815 zur Provinz Schlesien und war ab 1816 dem Landkreis Glatz eingegliedert, mit dem es bis 1945 verbunden blieb. Anfang des 20. Jahrhunderts errichtete Franz Wittwer, der spätere Gründer der Kristall-Hüttenwerke in Bad Altheide, eine Glasschleiferei in Hartau, die später von der Firma Zeisberg & Co. übernommen wurde. Seit 1874 gehörte die Landgemeinde Hartau zum Amtsbezirk Rückers. Zum 1. April 1937 wurde die neue Gemeinde Rückers gebildet, zu der neben Rückers auch ein Teil von Hartau sowie Walddorf gehörte. Ein weiterer Teil von Hartau gehörte ab diesem Zeitpunkt zur Stadtgemeinde Bad Reinerz.
Als Folge des Zweiten Weltkriegs fiel Hartau 1945 wie fast ganz Schlesien an Polen und wurde in Bystra umbenannt. Die deutsche Bevölkerung wurde vertrieben. Die neuen Bewohner waren zum Teil Heimatvertriebene aus Ostpolen, das an die Sowjetunion gefallen war. Bis 1975 gehörte es zur Woiwodschaft Wrocław (Breslau) und danach bis 1998 zur Woiwodschaft Wałbrzych (Waldenburg).